# Gołuszyn
Gołuszyn – wieś w Polsce położona w województwie mazowieckim, w powiecie żuromińskim, w gminie Bieżuń. Ma status sołectwa.
| SIMC    | Nazwa | Rodzaj  |
| ------- | ----- | ------- |
| 0112035 | Borki | kolonia |

W latach 1975–1998 miejscowość administracyjnie należała do województwa ciechanowskiego.
Wierni Kościoła rzymskokatolickiego należą do parafii św. Rocha w Radzanowie.